# Vereinigungsgesellschaft für Steinkohlenbau im Wurmrevier

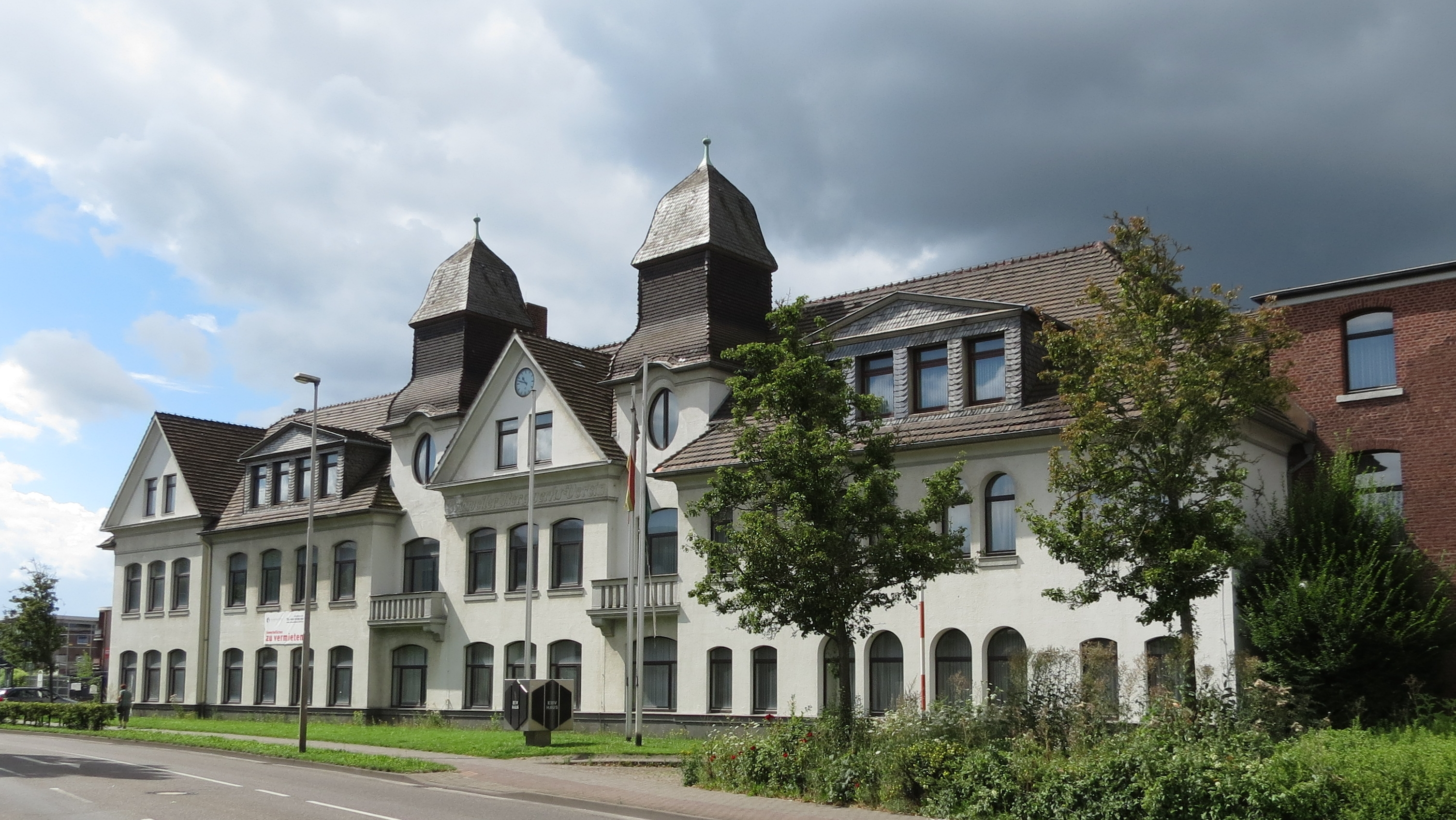
Hoofdkantoor in Kohlscheid (1870-1907)

De Vereinigungsgesellschaft für Steinkohlenbau im Wurmrevier was een in 1836 opgerichte exploitatiemaatschappij voor magere steenkool in het Wormbekken in Duitsland tussen Aken en Herzogenrath. De maatschappij fuseerde in 1907 met de Eschweiler Bergwerks-Verein.

## Chronologie
Na de oprichting van de Eschweiler Bergwerks-Verein (EVB) in 1834, besloot een aantal invloedrijke inwoners uit Aken tot de oprichting van een beheersmaatschappij voor de steenkoolmijnen in het Wurmrevier, die tot dusver meestal in eigen beheer exploiteerden. Dit moest als economisch tegenwicht dienen voor de EBV, die in eerste instantie alleen de mijnen van Eschweiler exploiteerde, maar meer invloed op de naastgelegen gebieden wilde hebben. De groep die zich met de oprichting bezig hield, koos voor de bedrijfsvorm Société anonyme naar de Franse "Code de Commerce“, vergelijkbaar met de Nederlandse naamloze vennootschap (NV) met aandelen. En zo werd het bedrijf bekend onder de naam Vereinigungsgesellschaft, anonyme Gesellschaft für Steinkohlenbau im Wurmrevier, ook wel genoemd Vereinigungsgesellschaft für Steinkohlenbau im Wurmrevier S.A. Het hoofdkantoor was in eerste instantie in Aken, maar werd in 1870 naar Kohlscheid verplaatst.
Het was de bedoeling om alle steenkoolmijnen die uitsluitend gericht waren op de winning van magere kolen onder één dak te brengen. Daardoor zou men een groter marktaandeel en hogere prijzen kunnen krijgen. Ook wilde men door het invoeren van een overkoepelend bedrijf de kostprijs van de verschillende losse bedrijven verlagen. Hiervoor werden de meeste mijnen aan elkaar gekoppeld, gemeenschappelijke verdiepingen aangelegd en werd op bepaalde gebieden geconcentreerd. Nieuwere technieken werden gezamenlijk ingevoerd en in gebruik genomen, waarmee onder andere het regelen van het grondwater vereenvoudigde en de ventilatie verbeterde.
In het jaar 1839 was slechts ongeveer 28% van de mijnen als aandelen in handen van de vennootschap. Dit kwam, omdat de meerderheid van de mijneigenaren er nog steeds moeite mee had om hun onafhankelijkheid op te geven, maar ook omdat sommige bestuurders een te hoge prijs eisten die de waarde van de betreffende mijn overschreden. Vooral meest winstvolle (rond 47%) mijnen Gouley, Langeberg, Teut en Hoheneich weigerden in het begin zich bij de vennootschap aan te sluiten.
Tot 1840 maakten de mijnen Hankepank (later Neu Langenberg), Abgunst en Kämpchen in Kohlscheid, Spidell, Glückauf en Kircheich deel uit van de vennootschap. Daarnaast had de vennootschap de helft van de aandelen in haar bezit van de mijnen Ath, Alt-Laurweg in Kohlscheid, Bostrop-Pesch en een kleiner aandeel in de mijnen Neu Voccart in Herzogenrath-Straß, Alte Prick in Bleijerheide (Nederland), Vieslapp-Herrenkuhl, Vieslapp-Mühlenbach, Sichelscheid, Rapp, Kranz, Sandberg en Großkuhl. Verscheidene van deze laatstgenoemde mĳnen waren echter niet altĳd in bedrĳf of produceerden slechts kleine hoeveelheden.
Daar kwam nog bij dat op aandringen van de EBV de "Pannesheider Bergwerksverein" werd opgericht in 1842, waarin de EBV zelf aandelen bezat en door aankopen over aandelen beschikte van mijnen die ook aan de nieuw opgerichte vennootschap verbonden waren. De daaruit ontstane problemen zouden alleen door het over en weer aan- en verkopen van aandelen opgelost kunnen worden. Beide bedrijven waren daartoe nog niet bereid. Daarnaast moest de industrie er ook van worden overtuigd dat bijvoorbeeld stoommachines ook met magere kolen kunnen worden aangedreven. Met de voltooiing van de spoorlijn van Aken naar Keulen in 1841 door de Duitse spoorwegmaatschappij Rheinische Eisenbahngesellschaft ontstonden er pas nieuwe markten voor magere steenkool op de linkeroever van de Rijn.
Stijgende omzetten zorgden er uiteindelijk voor dat de vennootschap in 1858 de Pannesheider Bergwerksverein en alle bijbehorende aandelen dan toch kon overnemen. Daarmee vielen onder andere ook de aandelen van de mijnen Hoheneich, Flammkohlenfelder Königsgrube en Gemeinschaft onder de vennootschap. Nog in hetzelfde jaar kocht de vennootschap ook de mijn Gouley op en een jaar later de mijn Langenberg. Met een grote prijzenoorlog dwong men de mijnen Furth (1861), Königsgrube van Eduard Honigmann (1869) en uiteindelijk ook Teut (1870) tot toetreding. Toen waren, met uitzondering van de Nederlandse Domaniale mijn, alle mijnen met magere kolen in het Wurmrevier in het bezit van de vennootschap. Aan de rand van het Wurmrevier stond alleen nog de in 1864 opgerichte Aken-Höngener Bergwerk-Aktiengesellschaft met de mijn Maria in Mariadorf, beheerd door Eduard Honigmann, Leopold Schoeller en Friedrich Ernst Bölling. Hier tegenover lag de Nordsternmijn, die vanaf 1900 beheerd werd door Carl, Moritz en Friedrich Honigmann.
In het jaar 1875 bouwde de vennootschap een eigen station voor personeels- en materiaaltransport, het Aachener Nordbahnhof. Dit station maakte deel uit van het netwerk van de in 1873 nieuw opgerichte spoorwegonderneming, de Aachener Industriebahn, die de meeste mijnen met de belangrijkste overslagpunten verbond. Uiteindelijk nam de vennootschap toch nog de mijn Maria over, waar zij een briketfabriek vestigde.
In 1877 kreeg de Vereinigungsgesellschaft een steenkoolconcessie in Eygelshoven in Nederland. De concessie met de naam "Vereeniging" werd in 1887 verkocht aan EBV zonder dat er mijnbouwactiviteit had plaatsgevonden. EBV voegde de Vereenigingsconcessie samen met de Lauraconcessie onder de naam Laura & Vereeniging. De gebundelde concessie werd in 1899 doorverkocht aan Albert Thys waarin zowel Vereinigungsgesellschaft als EBV participeerden als medeaandeelhouders.
In de jaren tachtig ontstonden grote verkoopverliezen. Enerzijds veroorzaakte een economische crisis aan het eind van de jaren tachtig een overaanbod, anderzijds vielen steenfabrieken weg, omdat de nieuw geïntroduceerde ringovens alleen met gasrijke kolen gestookt konden worden. Als directe concurrent voor magere steenkool kwam er op de linkeroever van de Rijn steeds meer bruinkool op de markt. Daarnaast verloor de vennootschap ook een belangrijke afzetmarkt door onderlinge samenwerkingen van de naburige Nederlandse kolenindustrie. Het gevolg hiervan was dat onrendabele mijnen moesten sluiten en anderen al compleet waren afgegraven.
Als gevolg daarvan fuseerde de vennootschap op initiatief van Robert von Görschen, lid van de raad van commissarissen van de EBV, in 1907 met de EBV. Het gefuseerde bedrijf ging verder onder de naam EBV. Dit resulteerde in een onderneming die decennialang het grootste mijnbouwbedrijf in Europa was.